# Cine Mary
El Cine Mary va ser una sala d'exhibició cinematogràfica de Badalona, la primera que hi va haver a la ciutat. Fundat el 1904 amb molt d'èxit, va durar fins a 1912, quan va ser clausurat per ordre de l'alcalde de Badalona.
La instal·lació d'un cinematògraf estable fou del badaloní Thomàs Mary i Auladell, un antic constructor de forns de vidre i emprenedor que veient les possibilitat del nou invent va decidir posar-ne un a Badalona. Després de demanar permís d'obertura, el cinema fou inaugurat el 31 de març de 1904, coincidint amb Dijous Sant, en plena Setmana Santa, amb la projecció de la pel·lícula La vie et la passion de Jésus-Christ de la casa francesa Pathé Frères. Segons l'opinió de Núria Casals, probablement el cinema s'estrenà en aquesta data i amb aquesta pel·lícula tan adient per dona una imatge de respectabilitat a aquest tipus d'espectacle, en aquell moment molt criticat des de l'Església i els sectors socials conservadors. La inauguració va ser tot un èxit, i ho serien totes les sessions dels mesos següents. D'acord amb Joan Abril, inicialment s'associaren amb Mary els empresaris Bernat Binué i Joan Boter, però que aviat se n'apartaren a causa de discrepàncies i van fundar un altre cinema pel seu compte, el Picarol, que faria la competència al Cine Mary.
L'edifici del cinema es va bastir en un terreny adquirit per Mary que donava al passeig Martínez Campos -avui la Rambla- i el carrer de Santa Teresa. Era de factura senzilla, amb una gran nau per col·locar-hi les cadires i un petit escenari. Amb dos accessos, la façana principal donava a la Rambla, d'estètica similar a una barraca de fira, amb tres arcs, sent més ample el del mig. Segons la premsa de l'època, era un dels més ventilats del moment, perquè comptava amb ventiladors. Al seu interior hi passava, a més, un noi amb un càntir d'aigua oferint-lo als visitants a cinc cèntims el glop, apaivagant la set que causava els nombrosos aperitius que es venien fora i es consumien a dins. Durant les primeres sessions la sala no comptava amb un porter per facilitar l'accés i s'havia de tocar el timbre, un fet que succeïa contínuament però que no entorpia el seguiment de les pel·lícules en un moment en què el cinema era mut. Tot i així, ben aviat Thomàs Mary va voler dotar de so les projeccions del seu establiment i el mateix 1904, l'11 de maig, amb motiu de la diada de Sant Anastasi, copatró de la ciutat, celebrà sessions especials amenitzades amb audicions musicals. Ràpidament també llogà un pianista, el mestre Joaquim Riera. Tanmateix, s'empescà altres formes d'atreure el públic, per exemple, deixant entrar gratuïtament els nens disfressats per Carnestoltes. D'altra banda, combinava les sessions cinematogràfiques amb altres tipus d'espectacles de varietès.
El 31 de desembre de 1906, festa de Cap d'Any, va patir un incendi que va ser ràpidament apagat pel personal del cinematògraf amb l'ajut dels veïns. Tot i que no va ser gaire important, els desperfectes que va patir van obligar a tancar-lo temporalment i no va tornar a obrir, totalment reformat, a finals de 1907. El resultat fou un nou edifici obra de Dimas Vallcorba i Josep Graner, amb la sala de cinema a la planta baixa, però amb l'habitatge familiar al pis de dalt. El desembre de 1908 tornà a patir un incendi, sense conseqüències. Val a dir que, durant aquells anys, el Mary, com altres locals del sector, va organitzar sessions a benefici d'alguna causa solidària.
La fama i els elogis del començament, a final de 1910 i principi de 1911 es van transformar en crítiques, procedents de la premsa local a causa d'algunes actuacions que va ser titllades de poc adequades, d'imatges i diàlegs considerats immorals, picants o fins i tot pornogràfics. Es desconeix exactament a què feia referència la premsa, però una part de la societat no ho acceptava. Des d'aquell moment no es tenen més noticies del Mary fins al 15 de juny de 1912, moment en què va ser clausurat per ordre de l'alcaldia per no reunir les condicions que fixava la llei, unes condicions que no es van especificar però que obligaren a Mary a tancar el negoci. La sala no tornaria a reobrir i el 1916 es demanà permís d'obra per reformar l'edifici.